# Anne Marie Hoag
Anne Marie Hoag es un personaje de ficción que aparece en los cómics estadounidenses publicados por Marvel Comics.

## Historial de publicaciones
El personaje, creado por Dwayne McDuffie, apareció por primera vez en Marvel Comics Presents # 19 (mayo de 1989).

## Biografía
Anne Marie Hoag es la enigmática dueña de Control de Daños. Cómo logró este puesto y su historia siguen siendo un misterio. Como se indica en Damage Control Vol. 2 # 2, "[Ella] no cree que la historia de uno deba estar disponible para el consumo público". La Sra. Hoag comenzó Control de Daños con fondos de Tony Stark y Wilson Fisk, y el primero se sentía incómodo con esta alianza. Tiene una personalidad dura e intimidatoria y, a pesar de su exterior mezquino, se preocupaba profundamente por sus empleados. En su primera aparición, Hoag se encontró con John Porter, que estaba intentando, y fracasó, negociar protección para el bar de Josie. Después de que la barra explota a Turk Barrett, Hoag apareció e hizo que sus hombres reconstruyeran el bar de Josie en "un tiempo increíblemente corto". Luego, contrató a Porter en el lugar como su ejecutivo de cuenta, aunque ella critica sus habilidades de negociación.
En un momento, la Sra. Hoag aceptó un trabajo del gobierno y nominó a Robin Chapel como su reemplazo. La compañía casi se viene abajo y Hoag convenció a Nick Fury y S.H.I.E.L.D. para que invirtieran en la compañía. Casi perdió su trabajo ante el inescrupuloso Walter Declun, pero con la ayuda de Wolverine obtuvo el control de Control de Daños.

## En otros medios

### Cine
Tyne Daly aparece como Anne Marie Hoag en Spider-Man: Homecoming, Jefa del Departamento de Control de Daños de los Estados Unidos (DODC). Aparece durante el prólogo de la película para decirle a Adrian Toomes que él y sus hombres ya no son necesarios para la limpieza después de la Batalla de Nueva York, y que su departamento se hará cargo. Aparece de nuevo en el deli y el banco destruidos después del robo del cajero automático frustrado por Spider-Man.